# Maren Schumacher
Maren Schumacher (* 28. Oktober 1966 in Ost-Berlin) ist eine deutsche Schauspielerin.

## Leben
Maren Schumacher ist das ältere von zwei Kindern. Ihre Mutter war Dramaturgin am Berliner Ensemble und ihr Vater war als Physiker an der Akademie der Wissenschaften zu Berlin tätig. 
Schon als Kind wurde Schumacher von ihrer Mutter gefördert und war bereits mit vier Jahren aktiv in einem Kinderballett (auch im Friedrichstadt-Palast), im Malerzirkel Otto Nagel und in einem Keramik-Zirkel. Mit 14 Jahren wurde sie von Michael Weidt als Model für Modefotos entdeckt. Es folgten Titelfotos und Fotostrecken in den Zeitschriften Sibylle, Magazin und Pramo aus dem Verlag für die Frau. Die 1,74 m große Schumacher wurde mit 17 Jahren das jüngste Model auf dem Laufsteg der Leipziger Messe und wurde in der DDR zum Topmodel.
Vor dem Schauspielstudium spielte sie die Hauptrolle in dem Film Lebenszeichen. Von 1984 bis 1988 studierte sie an der Hochschule für Schauspielkunst „Ernst Busch“ Berlin mit dem Abschluss Diplom. Im Anschluss folgte die Hauptrolle in dem historischen Film Immensee. Gastengagements als Bühnendarstellerin hatte sie unter anderem am Berliner Ensemble, Maxim-Gorki-Theater und der Friedrichstadtpalast-Bühne. Als Schauspielerin vor der Kamera wirkte Schumacher von 1979 bis zum Jahr 2010 in über 40 Film-und-Fernsehproduktionen mit.
Nach der Wende folgten ein Studium der Psychologie und die Arbeit im Krankenhaus Griesinger (Vivantes Hellersdorf). Sie absolvierte Ausbildungen in Therapie und Coaching, wie Paar- und Familienberatung, Hypnotherapie, Progressiver Muskelentspannung (PMR) und zum Businesscoach.
Maren Schumacher war von 1993 bis 1995 mit dem Schauspieler Sven Martinek verheiratet. Aus der Ehe ging ein Sohn (* 1993) hervor.

## Filmografie (Auswahl)
- 1979: Marta, Marta
- 1984: Lebenszeichen
- 1988: Eine Magdeburger Geschichte
- 1989: Der Staatsanwalt hat das Wort: Millionenerben (TV-Reihe)
- 1989: Die gestundete Zeit
- 1989: Immensee
- 1989: Tierparkgeschichten (TV-Miniserie)
- 1990: Lasst mich doch eine Taube sein
- 1990: Wie ein Vogel im Schwarm
- 1991: Das Licht der Liebe
- 1992–1994: Freunde fürs Leben (Fernsehserie, 32 Folgen)
- 1993: Ein Mann für jede Tonart
- 1993–2000: Großstadtrevier (Fernsehserie, 2 Folgen, verschiedene Rollen)
- 1993: Ein Mann am Zug (Fernsehserie, 1 Folge)
- 1993: Die Skrupellosen – Hörigkeit des Herzens
- 1993: Glückliche Reise – Mallorca (TV-Reihe)
- 1994: Dreimal die Woche …
- 1995: Prinz zu entsorgen
- 1995–2003: Wolffs Revier (Fernsehserie, 2 Folgen, verschiedene Rollen)
- 1996: Polizeiruf 110: Kurzer Traum (TV-Reihe)
- 1997: Tierarztpraxis Dr. Sperling
- 1997: Champagner und Kamillentee
- 1997: Frauenarzt Dr. Markus Merthin (Fernsehserie, 13 Folgen)
- 1997–2004: Unser Charly (Fernsehserie, 4 Folgen, verschiedene Rollen)
- 1998: Der letzte Zeuge (Fernsehserie, 1 Folge)
- 1998: Ich liebe eine Hure
- 1998–2000: Fieber – Ärzte für das Leben (Fernsehserie, 4 Folgen)
- 1998: Alphateam – Die Lebensretter im OP (Fernsehserie, 1 Folge)
- 1998–2005: Ein Fall für zwei (Fernsehserie, 3 Folgen)
- 1999: Polizeiruf 110: Sumpf (TV-Reihe)
- 2000: Aeon – Countdown im All (TV-Mehrteiler)
- 2000: Balko (Fernsehserie, 1 Folge)
- 2001: Weißblaue Geschichten (Fernsehserie, 1 Folge)
- 2001: Hinter Gittern – Der Frauenknast (Fernsehserie, 32 Folgen)
- 2002: Für alle Fälle Stefanie (Fernsehserie, 2 Folgen)
- 2004: Küstenwache (Fernsehserie, 1 Folge)
- 2004: Ina & Leo (TV-Serie)
- 2004: In aller Freundschaft (Fernsehserie, 1 Folge)
- 2005–2010: Die Rosenheim-Cops (Fernsehserie, 144 Folgen)
- 2007: SOKO Kitzbühel (Fernsehserie, 1 Folge)
- 2007: SOKO Wismar (Fernsehserie, 1 Folge)
- 2007: Ein Fall für Nadja (Fernsehserie, 1 Folge)